# Championnat de Yougoslavie de football 1956-1957
Navigation
Saison précédente Saison suivante
La saison 1956-1957 du Championnat de Yougoslavie de football était la vingt-huitième édition du championnat de première division en Yougoslavie. Les quatorze meilleurs clubs du pays prennent part à la compétition et sont regroupées en une poule unique où chaque formation affronte deux fois ses adversaires, à domicile et à l'extérieur. En fin de saison, les deux derniers du classement sont relégués et remplacés par les deux meilleures équipes de deuxième division.
C'est le club de l'Étoile rouge de Belgrade, tenant du titre, qui remporte à nouveau la compétition, en terminant en tête du classement final, avec quatre points d'avance sur le FK Vojvodina Novi Sad et neuf sur le Hajduk Split. C'est le 4e titre de champion de Yougoslavie de l'histoire du club, qui est le premier à conserver son titre depuis le BSK Belgrade en 1935-1936.

## Les clubs participants
| - Partizan Belgrade - Dinamo Zagreb - Étoile rouge de Belgrade - Hajduk Split - BSK Belgrade - FK Vojvodina Novi Sad - NK Zagreb | - Lokomotiva Zagreb - Promu de D2 - Velez Mostar - FK Radnički Jugopetrol Belgrade - FK Sarajevo - Buducnost Titograd - Spartak Subotica - FK Vardar Skopje - Promu de D2 |

## Compétition

### Classement
Le classement est effectué en utilisant le barème classique (victoire à 2 points, match nul un point, défaite zéro point).
| Rang | Équipe                          | Pts | J  | G  | N | P  | Bp | Bc | Diff |
| ---- | ------------------------------- | --- | -- | -- | - | -- | -- | -- | ---- |
| 1    | Étoile rouge de Belgrade (T)    | 39  | 26 | 17 | 5 | 4  | 66 | 23 | +43  |
| 2    | FK Vojvodina Novi Sad           | 35  | 26 | 16 | 3 | 7  | 64 | 38 | +26  |
| 3    | Hajduk Split                    | 30  | 26 | 12 | 6 | 8  | 45 | 31 | +14  |
| 4    | Partizan Belgrade (C)           | 26  | 26 | 10 | 6 | 10 | 51 | 45 | +6   |
| 5    | Dinamo Zagreb                   | 26  | 26 | 10 | 6 | 10 | 51 | 51 | 0    |
| 6    | BSK Belgrade                    | 25  | 26 | 9  | 7 | 10 | 41 | 47 | -6   |
| 7    | NK Zagreb                       | 25  | 26 | 9  | 7 | 10 | 39 | 45 | -6   |
| 8    | FK Radnički Jugopetrol Belgrade | 25  | 26 | 8  | 7 | 11 | 41 | 47 | -6   |
| 9    | Buducnost Titograd              | 23  | 26 | 9  | 5 | 12 | 38 | 47 | -9   |
| 10   | Velez Mostar                    | 23  | 26 | 9  | 5 | 12 | 44 | 57 | -13  |
| 11   | FK Vardar Skopje (P)            | 23  | 26 | 9  | 5 | 12 | 30 | 44 | -14  |
| 12   | Spartak Subotica                | 22  | 26 | 7  | 8 | 11 | 44 | 46 | -2   |
| 13   | FK Sarajevo                     | 22  | 26 | 9  | 4 | 13 | 38 | 52 | -14  |
| 14   | Lokomotiva Zagreb (P)           | 22  | 26 | 10 | 2 | 14 | 44 | 63 | -19  |

|  | Qualification pour la Coupe d'Europe des clubs champions 1957-1958 et la Coupe Mitropa 1957       |
|  | Qualification pour la Coupe Mitropa 1957                                                          |
|  | Relégation directe en deuxième division                                                           |
|  | (T) : Tenant du titre (C) : Vainqueur de la Coupe de Yougoslavie (P) : Promu de deuxième division |

## Bilan de la saison
| Championnat de Yougoslavie de football 1956-1957                        |                                     |
| Champion                                                                | Étoile rouge de Belgrade (4e titre) |
| Coupes et trophées                                                      |                                     |
| Vainqueur de la Coupe de Yougoslavie 1956-1957                          | Partizan Belgrade                   |
| Qualifications continentales                                            |                                     |
| Coupe d'Europe des clubs champions 1957-1958                            | Étoile rouge de Belgrade            |
| Coupe Mitropa 1957                                                      | Étoile rouge de Belgrade            |
| Coupe Mitropa 1957                                                      | FK Vojvodina Novi Sad               |
| Promotions et relégations                                               |                                     |
| Promus en Prva Liga                                                     | FK Zeljeznicar Sarajevo             |
| Promus en Prva Liga                                                     | RNK Split                           |
| Relégués en Championnat de Yougoslavie de football de deuxième division | FK Sarajevo                         |
| Relégués en Championnat de Yougoslavie de football de deuxième division | Lokomotiva Zagreb                   |